# Lumbrineris flabellicola
Lumbrineris flabellicola (лат.) — вид морских многощетинковых червей из семейства Lumbrineridae и отряда Eunicida. Живут в слизистых трубках, прикрепленных к мадрепоровым кораллам. Большинство находок приурочено к северо-востоку Атлантического океана.

## Строение
Максимальная зарегистрированная длина — 55 мм, минимальная — 15 мм, однако у большинства описанных особей задний конец тела был повреждён или отсутствовал. В живом состоянии червь имеет розовую окраску, характерно проявление слабой иризации (переливающейся радужной окраски). Тело уплощено дорсовентрально, спинная сторона более выпуклая, брюшная плоская.
Простомиум без придатков, конический, его длина слегка превышает ширину, более узкий, чем перистомиум и последующие сегменты. Пропорции простомиума слегка различаются у разных особей, однако он никогда не бывает заострённо-коническим или сферическим.
Как и другие представители семейства, Lumbrineris flabellicola имеют сложный челюстной аппарат. Максиллы имеют одинаковое количество пластинок с каждой стороны. Асимметрия челюстей наблюдается в количестве зубцов на третьих максиллах (шесть слева и пять справа). Мандибулы тонкие, полупрозрачные.
Параподии одноветвистые, с двумя губами, более выраженными к заднему концу, но всегда короче щетинок. Передняя губа широкая и короткая, задняя — более узкая и длинная. Ацикул может быть от одной до трёх. Щетинки простые, волосовидные и окаймлённые крючковидные, их количество изменяется в параподиях от передних сегментов к задним (от одной до четырёх щетинок каждого типа в параподии).

## Образ жизни и питание
Представители этого вида, единственные из рода, ассоциированы со склерактиниевыми кораллами (такими как Flabellum inconstans, Dendrophyllia corniger и др.). В подавляющем большинстве случаев находятся на живых склерактиниях, иногда также на других кораллах. Другие твёрдые субстраты (например, раковины моллюсков) эти черви, по-видимому, не используют. После ухода или гибели червя и разрушения трубки на поверхности коралла остаётся характерный след (желобок) в месте, где располагалась трубка. Такие следы описаны и на ископаемых кораллах, однако ископаемых остатков самих червей не обнаружено.
Lumbrineris flabellicola питаются, охотясь на мелких животных или подбирая остатки добычи кораллового полипа. Предполагается, что характер отношений между полипом и червём носит промежуточный характер между комменсализмом и паразитизмом, поскольку червь ворует часть пищи у хозяина.